# Frans von Schéele
Frans Alexander von Schéele, född 31 juli 1853 i Färnebo, död 11 maj 1931 i Stockholm, var en svensk universitets- och skolman, pedagogisk och filosofisk skriftställare.

## Biografi
Frans von Schéele var son till brukspatronen Christian Georg Robsahm von Schéele och Charlotta Hedberg, vars far ägde en hytta. Hans förfäder på raka fädernet hade i generationer varit brukspatroner i Värmland och även i övrigt verksamma som Bergskollegiums ämbetsmän. Han var sonson till bergsämbetsmannen Frans Adolf von Schéele.
von Schéele skrevs in vid Uppsala universitet 1873, promoverades till filosofie doktor 1885 och förordnades samma år till docent i estetik, en docentur han 1887 utbytte mot en i praktisk filosofi. Han ägnade sig samtidigt åt studentkårens angelägenheter och var dess ordförande under ett flertal år på 1880-talet. (Under en del av denna tid var den blivande statsministern Karl Staaff vice ordförande.) 
von Schéele var 1899-1905 föreståndare för den teoretiska provårskursen vid Uppsala högre allmänna läroverk, erhöll 1903 professors namn, heder och värdighet och utnämndes 1905 till förste folkskolinspektör i Stockholm. Somrarna 1908 och 1909 var Scheele tillförordnad föreståndare för slöjdseminariet vid Nääs. 
von Schéele var en av de första i Sverige som nyttjade pedagogiken i dess nutida  form som modern vetenskap. Efter grundliga fackstudier såväl hemma som i Frankrike och Tyskland - i Berlin, Leipzig och Jena - var han verksam genom ett synnerligen mångsidigt pedagogiskt författarskap, genom vetenskapliga och populärvetenskapliga föreläsningar samt genom seminarieövningar i barnpsykologi och pedagogik i Uppsala. 
Som chef för Stockholms folkskoleväsen förespråkade von Schéele den åskådning inom pedagogiken, som önskar se barnens aktivitet konsekvent tas i anspråk vid undervisningen. Åt fantasiutvecklingen skall därvid ges dess fulla betydelse sida vid sida med den omvårdnad, som ägnas förståndsodlingen. "Redan på skolbänken måste man få öva sin fantasi i att själv lösa sanningsgåtorna, i stället för att inplugga dem ur torra facitböcker". I sitt tänkande var han starkt påverkad av Sigurd Ribbing, Carl Yngve Sahlin och Pontus Wikner. I början behandlades estetiska och religionsfilosofiska spörsmål utifrån en rationell ståndpunkt. Sedermera gav denna vika för en empirism. 
von Schéele hade i egenskap av universitetsman och utgivare 1891–1895 av Svensk tidskrift ett stort inflytande på svensk bildning under sin livstid. Förutom en rad Grundlinjer i psykologi och pedagogik utgav han också Samuel Grubbes skönhetslära (1885), Nutidslögner och framtidssanningar? Kritik af Max Nordau (1885), Kan Gud tänkas såsom vilja? (i "Uppsala universitets årsskrift", 1887), Finnes det ett omedvetet själslif? (i "Skrifter, utg. af K. hum. vet. samf. i Uppsala", 1897).
Han var nationellt sinnad, vilket i första hand manifesterade sig genom engagemanget i Riksföreningen för svenskhetens bevarande i utlandet.
von Schéele var gift med Hanna Runer och fick med henne en dotter. Han var vid sin död bosatt på Scheelegatan på Kungsholmen. Makarna von Schéele är gravsatta i Gustav Vasa kyrkas kolumbarium i Stockholm.